# Возвишенка (імені Габіта Мусрепова район)
Возви́шенка (каз. Возвышен) — село у складі району імені Габіта Мусрепова Північноказахстанської області Казахстану. Адміністративний центр Возвишенського сільського округу.
Населення — 333 особи (2021; 408 у 2009, 580 у 1999, 769 у 1989).
Національний склад станом на 1989 рік:
- росіяни — 38 %
- казахи — 34 %.

## Відомі уродженці
- Ліщук Ольга Миколаївна (нар. 1966) — українська письменниця, композиторка, член НСПУ.